# 婺源州
婺源州，元朝时设置的州。
元贞元年（1295年）升婺源县置，治所在今江西省婺源县。属徽州路。明朝洪武二年（1369年），复降为县。